# Abdallah Sharif
Abdallah Sharif (ar. عبد الله الشريف, ur. 30 marca 1985) – libijski piłkarz grający na pozycji pomocnika. Jest wychowankiem klubu Al-Madina Trypolis.

## Kariera klubowa
Od początku swojej kariery Sharif gra w klubie Al-Madina Trypolis. Zadebiutował w jego barwach w pierwszej lidze libijskiej.

## Kariera reprezentacyjna
W reprezentacji Libii Sharif zadebiutował w 2010 roku. W 2012 roku został powołany do kadry na Puchar Narodów Afryki 2012.